# Emy Kat

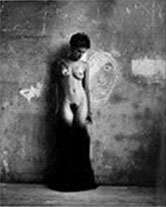
La Pass Murraille No 1.

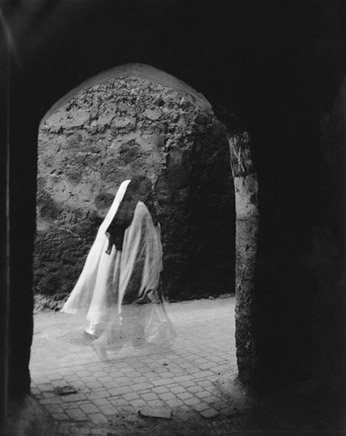
Ames Dans Les Rues No 12., vícenásobná expozice

Emy Kat (* 17. srpna 1959) je americký fotograf pracující v oblasti módní, reklamní a výtvarné fotografie.

## Život a dílo
Emy Kat se narodil 17. srpna 1959 a je americkým občanem původem ze Středního východu. S fotografováním začal ve 12. letech, když od svého otec dostal svůj první fotoaparát. Jeho otec byl talentovaný fotoamatér a byl prvním, kdo jej ovlivňoval a povzbuzoval. Emy Kat začal svou kariéru v oblasti módní, portrétní a reklamní fotografie, nyní se většinou soustředí na oblast výtvarného umění.
Studium dokončil v roce 1997 na Brooks Institute v oboru fotografie v Santa Barbara, Kalifornie (USA), kde získal titul Bachelor of Arts v oboru Ilustrace a digitální obraz s výjimečnými akademickými úspěchy a oceněními.
Jeho práce je plná kontrastů a extrémů. Je buď jemná a tlumená nebo hlasitá a extatická. Jeho vášeň spočívá v zachycování a záznamu pohybu v obraze. Jeho styl zachycení pohybu odráží život samotný a liší se od zmrazení celkového pohybu pomocí "motion blur". Používá převážně ambientní světlo, nebo jej kombinuje s umělými záblesky nebo stroboskopy.
Mezi portrétovanými osobnostmi jsou například podnikatel a zakladatel Hard Rock Cafe v Londýně a House of Blues v Los Angeles Isaac Tigrett, modelka a herečka Shannon Elizabeth nebo česká modelka Petra Němcová.
Jeho dílo Nude studies on Platinum (Etudes Nu femme) popisující nadřazenost ženy v její tvorbě, je ve stálé sbírce BNF Bibliothèque nationale de France (2000). Sbírka je pod referenčním číslem Ep-4001-Boîte pet. fol.(Collection Publiques).

### Film vs digital
Ačkoli se specializoval převážně na digitální fotografii (okolo roku 1997), rozhodl se pracovat a většinou používat fotografický film. Vzhledem k omezením digitální fotografie. V roce 2008 začal pro komerční úkoly používat high-end systém se zadní digitální stěnou. Pro většinu výtvarných prací však Kat nadále používal klasický velkoformátový fotoaparát nebo střední formát.

### Vybraná díla
- Nude studies of women on platinum (Etudes Nus femme), sbírka BNF Bibliothèque nationale de France (2000). Reference number Ep-4001-Boîte pet. fol.(Collection Publiques)[3][4]
- La Pass Murraille - série 5 fotografií - edice 3 - (1999)
- Souls on the streets (Ames Dans les Rues)[6][7] - sbírka Opera Gallery ve spolupráci s Fondation Montresso (2009)

### Publikace
Katovy fotografie byly součástí některých knih vydávaných nakladatelstvím Graphis Inc.
- (2007) "Photography Annual" ISBN 1-932026-39-8
- (2006) "Photography Annual" ISBN 1-931241-46-5
- (2000) "Nude 3" ISBN 1-888001-66-6
- (1998) "Photography Annual" ISBN 1-888001-46-1
- (1997) Annual Design ISBN 1-888001-24-0

### Magazíny
Emy Kat publikoval svá díla v různých časopisech, například v Harper's Bazaar, ruském Vogue a Elle Decor. Spolupracoval také na reklamě pro firmu Missoni v roce 1997.
Vystupoval ve speciálním vydání dubnového The Photo Paper roku 2010 spol. World Photographic Art jako jeden z předních světových fotografů na "Int'l Best Photographer Index 2010", které vybírá porota složená z Christie's, Tate, Taschen nebo Vogue.

### Ocenění
- International Color Awards - 3rd Photography Masters cup - Winners Gallery [14]